# قلب شجاع
قلب شجاع (اسپانیایی: Corazón valiente‎) یک تله‌نوولا آمریکایی است که توسط مارسلا سیتریو ساخته شده است. این مجموعه در ۶ مارس ۲۰۱۲ تا ۷ ژانویه ۲۰۱۳ از تلموندو پخش شد.

## بازیگران
- آدریانا فونسکا در نقش آنجلا والدز
- خوزه لوئیس رزندز در نقش خوان مارکوس آرویو
- آیلین موخیکا در نقش فرناندا دل کاستیلو / ویکتوریا ویلافانی
- خیمنا دوکه در نقش سامانتا سندووال ناوارو / سامانتا والدز ناوارو
- فابیان ریوس در نقش گیرمو "ویلی" دل کاستیلو
- ونسا پوز در نقش اما آرویو
- جان-مایکل اکر در نقش پابلو پرالتا
- خورخه لوئیس پیلا در نقش میگل والدز
- مانوئل لاندتا در نقش برناردو دل کاستیلو
- کتی باربری در نقش پرلا ناوارو
- لئوناردو دانیل در نقش داریو ساندوال
- گابریل والنزوئلا در نقش لوئیس مارتینز / کامیلو مارتینز
- خوزه گیرمو کورتینز در نقش رنتسو مانسیلا
- تاتیانا کاپوتی در نقش اوفلیا رامیرز
- الخاندرو لوپز در نقش ویسنته لا مادرید
- لینو مارتونه در نقش دیگو ویلارئال
- روبرتو پلانتیر در نقش گابریل لا مادرید